# Sporocadaceae
Sporocadaceae Corda – rodzina grzybów z klasy Sordariomycetes.

## Charakterystyka
Endofity, grzyby pasożytnicze i saprotroficzne, związane s szeroką gamą gatunków roślin.
Teleomorfa
Owocniki typu perytecjum, zanurzone w korze, kuliste do gruszkowatych, rozproszone lub zlewające się. Ściana gruba, ciemnobrązowa, pseudoparenchymatyczna. Parafizy nitkowate. Worki cylindryczne, z 8 askosporami w jednym lub dwóch rzędach, cienkościenne. Askospory wrzecionowate lub elipsoidalne, z przegrodami, blade, żółte do ciemnobrązowych.
Anamorfa
Konidiomy w większości rodzajów typu pyknidium lub acerwulus, u niektórych rodzajów typu synnema lub sporodochium, powierzchniowe, częściowo zanurzone lub zanurzone, rozproszone, stadne lub zlewające się. Ściany owocników nagie, zbudowane z komórek wielokątnych lub, kulistych, czasami pryzmatycznych. Konidiofory rozgałęzione lub zredukowane do komórek konidiotwórczych, przeważnie szkliste, gładkie. Komórki konidiotwórcze ampułkowate, butelkowate, cylindryczne lub cylindryczne, szkliste, czasem bladobrązowe. Konidia z przegrodami, gładkie, faliste lub brodawkowate, wrzecionowate, cylindryczne lub cylindryczne, proste lub zakrzywione; komórki końcowe przeważnie szkliste lub czasem bladobrązowe; komórki środkowe bladobrązowe do ciemnobrązowych lub czasami prawie bezbarwne; wypustki na komórkach końcowych obecne lub nieobecne w niektórych rodzajach, jeśli występują, rurkowate, nitkowate, proste lub giętkie, osłabione lub nie, rozgałęzione lub nierozgałęzione.

## Systematyka i nazewnictwo
Pozycja w klasyfikacji według Index Fungorum: Sporocadaceae, Amphisphaeriales, Xylariomycetidae, Sordariomycetes, Pezizomycotina, Ascomycota, Fungi.
Według CABI databases, bazującego na Dictionary of the Fungi do rodziny Sporocadaceae należą rodzaje:
- Allelochaeta Petr. 1955
- Disaeta Bonar 1928
- Distononappendiculata F. Liu, L. Cai & Crous 2018
- Diversimediispora F. Liu, L. Cai & Crous 2018
- Heterotruncatella F. Liu, L. Cai & Crous 2018
- Millesimomyces Crous & M.J. Wingf. 2019
- Nonappendiculata F. Liu, L. Cai & Crous 2018
- Nothoseiridium Crous 2020
- Parabartalinia F. Liu, L. Cai & Crous 2018
- Pseudosarcostroma F. Liu, L. Cai & Crous 2018
- Sarcostroma Cooke 1871
- Seimatosporium Corda 1837
- Sporocadus Corda 1839
- Xenoseimatosporium F. Liu, L. Cai & Crous 2018[3].